# 137 Sekunden
«137 Sekunden» es el tercer episodio de la primera temporada de la serie de televisión FlashForward, de la cadena ABC. Fue escrito por los guionistas David S. Goyer y Marc Guggenheim y dirigido por Michael Rymer. Fue transmitido en Estados Unidos y Canadá el 8 de octubre de 2009.

## Sucesos

### En Seattle
En el Aeropuerto de Seattle, Zoey está por despegar hacia Los Ángeles, y le envía un mensaje a su novio Demetri avisándole de su llegada. Antes de despegar conversa con el pasajero de al lado que le cuenta que es el director de la compañía aérea y que está obligado a tomar viajes para demostrar confianza a la gente.

### En Los Ángeles
Demetri se está retirando del edificio del FBI de Los Ángeles cuando recibe una llamada, es una mujer con acento árabe que no revela su nombre y le dice que ha visto su anuncio en la web de El Mosaico. Dice que en su visión ella estaba repasando informes de inteligencia, y que vio que el 15 de marzo de 2010 es la fecha en que Demetri morirá. Dice que quiere ayudarlo a evitar ese destino, y amplía diciendo que en el informe ponían que murió de tres tiros en el pecho. La mujer corta, y cuando Demetri quiere contactarse da un mensaje grabado.
Al día siguiente, en casa de los Benford, la familia entera se prepara para comenzar el día. Charlie ve Tv junto a Mark, y Olivia intenta contactar a Nicole para que regrese a su trabajo de Niñera. Mark se ofrece a llevarla a su trabajo luego de la escuela, ya que solo están cruzando datos con el Interpol. En ese momento toca el timbre Aaron. Mark miente diciendo que vino para arreglar el teléfono privado. Se encierran en una habitación y Mark le cuenta que está preocupado por Charlie, ya que mencionó haber visto en su visión al mismo D. Gibbons que el FBI está buscando. Aaron le recomienda atrapar al sospechoso lo antes posible y cambiar las reglas, ya que el mundo está cambiando.
Demetri le pide a Al Gough que rastree la llamada que recibió anoche en su teléfono móvil y le indica que le de a esto una prioridad superior.
Mark Benford llega a su oficina y allí encuentra a Janis Hawk y al Agente Vreede revisando los datos enviados por otras agencias sobre el apagón. Vreede lee que en Alemania hay un prisionero Nazi llamado Rudolf Geyer que dice saber porqué el incidente duró exactamente 137 "sekunden". Mark recuerda esa inscripción en el mural junto a la foto de un anciano. Le pide a Vreede que le muestre la foto de ese hombre y resulta ser exactamente la que él vio en su premonición. Vreede agrega que Geyer mencionó a Mark por su nombre. Esto los convence de que este hombre tiene una pista. Mark y Janis recurren a Stan para solicitarle autorización para viajar a Munich justificándose en que el nazi no hablará si no es cara a cara con Mark. Stan les reprocha no haber avanzado en la búsqueda de D. Gibbons y del Sospechoso Cero, pero finalmente les concede el permiso.
En el Aeropuerto de Los Ángeles, Demetri recibe a su novia Zoey que llega desde Seattle, ella está ansiosa por contar lo que vio en su visión, pero Demetri le ofrece hacerlo más tarde y buscar primero una habitación de motel.
Aaron entra al bar de su exesposa Kate y le manifiesta su intención de exhumar el cuerpo de Tracy, basándose en su visión. Kate se ofusca, se niega a firmar el papeleo, y dice que en su visión simplemente estaba atendiendo el bar como un día cualquiera, y que lo que le pasó a Tracy es culpa de Aaron por haberla estimulado a ingresar al ejército, tal como él.
En el motel, Demetri y Zoey acaban de tener relaciones. Ella comienza a relatar su visión diciendo que era el día de la boda de ambos, estaban en Hamoa Beach, Hawaii, y ella lo veía de lejos. Demetri se sorprende dado que él no tuvo ninguna visión y teme estar muerto para el 29 de abril de 2010, pero no le dice nada, incluso le miente diciendo que él también la vio a ella. Zoey establece que ese será el día de la boda.
En el comedor del Hospital de Los Ángeles, Olivia almuerza con Felicia Wedeck mientras conversan sobre sus esposos. Felicia pregunta a Olivia sobre su visión, pero responde con una evasiva. Lugo Felicia cuenta que en su visión se vio a sí misma en su casa, en la habitación de Jason, aunque no estaban sus cosas, quizás debido a que él está en la Universidad, y en su lugar estaban las cosas de un niño pequeño de 8 o 9 años, que estaba acostado en su cama. El pequeño le dijo "Buenas noches, mamá", a lo que ella rspodió, "Buenas noches, Attaf". Lo curioso es que nunca antes había visto a ese niño.

### En Múnich
En la Prisión Quale, de Múnich, el ex jerarca nazi, Rudolf Geyer pasea junto al guardiacarcel Schultz. Rudolf le pregunta qué es lo que vio durante el apagón. Schultz le responde que solo se vio desayunando con su actual esposa. Shultz le devuelve la pregunta, y Geyer dice haber visto algo que asegurará su liberación.
Mark y Janis llegan a la Prisión Quale para entrevistarse con Geyer. Llueve torrencialmente. Los recibe Stefan Krieger, que será su enlace con el Bundesnachrichtendienst, que es el Servicio de Inteligenca Alemán (BND), y los conduce a la sala de entrevistas, advirtiéndoles sobre las habilidades manipuladoras de Geyer. Lo primero que manifiesta el ex nazi es que quiere negociar su información a cambio de regresar a Estados Unidos como un hombre libre. Helmut Baecker, su abogado , declara que su cliente no dirá una palabra hasta obtener lo que solicita. Geyer accede a brindar algo de información, y el resto cuando esté firmado el indulto. Mark acepta y pregunta por qué sabe que el apagón duró 137 segundos. El anciano se pone a divagar sobre su trabajo en Treblinka con los judíos donde aprendió sus costumbres. Luego sugiere que por la forma que Janis lleva el anillo, podría ser lesbiana. Luego alude al Kaballah, el misticismo judío en el que todo tiene un significado oculto, y que en hebreo se escribe con cuatro letras, que pasadas a números dan como sumatoria 137. En este punto Mark ya completamente irritado interrumpe al viejo y le exige que le brinde información relevante. Geyer dice que él sabe que lo que tiene es importante, porque en su visión estaba siendo repatriado a Estados Unidos, ingresando por el aeropuerto y siendo recibido por un oficial de inmigraciones llamado Jerome Murphy al que le dijo que volvía a casa gracias a un asesinato. En este punto detiene el relato y refiere que dirá todo cuando el indulto esté firmado. El abogado de Geyer les propone que encuentren a Murphy y comparen las visiones para certificar lo dicho. Geyer afirma que saldrá de prisión el 29 de abril de 2010.
Al salir de la reunión, Mark recibe un llamado de Aaron, es para pedirle que consiga un permiso para exhumar el cadáver de Tracy. Aunque inicialmente se resiste, finalmente Mark acepta.

### En Los Ángeles (II)
Demetri ha comprobado que no existe ningún Jerome Murphy trabajando en ningún aeropuerto de Estados Unidos. Stan le sugiere que busque entre los aspirantes al puesto, ya que la visión de Geyer ocurrirá dentro de 6 meses. Demetri encuentra el domicilio de Jerome Murphy y se presenta en su casa. Murphy se entusiasma al saber que en el futuro será empleado de un aeropuerto, y confirma que ha presentado una petición de empleo. Además confirma que su visión es idéntica a la de Geyer. Incluso identifica al ex nazi en una foto que le muestra Demetri. Al retirarse, Demetri topa con una pipeta para consumo de narcóticos, pero accede a dejarlo pasar para que el futuro pueda seguir el curso de las visiones.
En el cementerio Aaron recibe a Demetri con la autorización para exhumar el cadáver de su hija, por lo que una pala mecánica comienza a excavar en la tumba.
Esa noche Al Gough le informa a Demetri que no han detectado al emisor de la llamada anónima. Sólo identificaron las dos antenas que tomaron la comunicación saliente. Demetri le pide que le brinde la información de todas las llamadas realizadas desde esas antenas.

### En Múnich (II)
Janis y Mark están cenando. Janis se encuentra muy molesta por la decisión de Mark de indultar a un genocida. En ese momento suena el teléfono de Mark y Stan le informa que se ha confirmado la veracidad de la visión de Geyer, por lo que comenzarán a negociar la liberación del anciano.
En la Prisión, Krieger se queja de que el FBI pretenda liberar a Geyer, pero Mark le informa que las autoridades alemanas ya resolvieron indultarlo. Geyer termina la información faltante diciendo que al despertarse del apagón vio una bandada de cuervos muertos esparcidos por todo el patio de presidio. Los agentes se enfadan por lo inespecífica que es la información. Geyer dice que no sabe nada más y les regala un libro sobre pájaros afirmando que podrán deducir el resto de allí. Estupefactos y desilusionados, los agentes retornan a Los Ángeles con las manos prácticamente vacías.

### En Los Ángeles (III)
Kate llega a su bar y Jack, el barman, le señala la presencia de Aaron. Kate se acerca a él y Aaron le confirma que el cadáver enterrado finalmente era el de Tracy. Los dos se abrazan apesadumbrados.
Fuera del edificio del FBI, Stan Wedeck da un discurso de homenaje para los 8 agentes fallecidos durante el apagón. Entre los presentes están Mark, Olivia, Vreede, Al, Janis, Demetri, Zoey y Felicia. Esta última detecta en la primera fila al niñito de su visión, Attaf siendo consolado por una mujer de aspecto árabe. Luego del acto se reúnen todos en un bar. Mark escucha una conversación entre Demetri y Stan, cuando este último dice "es algo que sucede por todo el mundo". Esa frase le hace surgir una idea y le pide a Janis que lo acompañe a las oficinas. Entre tanto, Demetri le confirma a Zoey que la fecha de la boda será el 29 de abril de 2010.
Ya en la oficina, Mark lee en el libro de aves que la Asociación Audobon estudia la población de aves, y le pide a Janis que busque la tendencia de población del año pasado brindad por esa asociación. En el gráfico que aparece se evidencia un importante descenso para el día del apagón. Janis es escéptica sobre lo que observan, pero Mark le pide que investigue si ha existido otro declive de ese tipo en el pasado. La base de datos devuelve un resultado: en octubre de 1991, el CDC solicitó al DHS ayuda económica debido a que en Ganwar, Somalía, África, toda la población de cuervos murió súbitamente. Lo que leen más abajo los sorprende: "Los médicos del CDC (Centro de Control de Epidemias) han viajado a la región de Ganwar en respuesta a los reclamos de que los habitantes sufrieron una masiva pérdida de conciencia". Se dan cuenta de que han estado preocupados por averiguar si el apagón volverá a ocurrir, y nunca se han preguntado si ya sucedió antes.

### En Ganwar
la región de Ganwar, en octubre de 1991, un niño pastorea a un grupo de cabras, cuando de repente observa una bandada de cuervos que se precipitan al suelo tras una colina. Trepa corriendo esa colina y encuentra una aldea donde los habitantes están tirados en el piso, y una torre inmensa emana una especia de humo que se esparce en forma esférica. Todo indica que está ocurriendo un primer apagón.
- Datos: Q5650266